# Słodkie jutro
Słodkie jutro – kanadyjski dramat obyczajowy z 1997 roku na podstawie powieści Russella Banksa.

## Opis fabuły
W małym miasteczku dochodzi do tragedii: autobus szkolny wiozący dzieci do szkoły wypada z jezdni, wtacza do oblodzonego jeziora i tonie. Większość dzieci ginie. Do miasteczka przybywa prawnik Mitchell Stevens, który namawia mieszkańców do procesu o odszkodowanie.

## Główne role
- Ian Holm - Mitchell Stevens
- Caerthan Banks - Zoe Stevens
- Sarah Polley - Nicole Burnell
- Tom McCamus - Sam Burnell
- Gabrielle Rose - Dolores Discolt
- Alberta Watson - Risa
- Maury Chaykin - Wendell
- Stephanie Morgenstern - Allison

## Nagrody
Oscary za rok 1997
- nominacja za reżyserię
- nominacja za najlepszy scenariusz adaptowany

MFF w Cannes w 1997
- Nagroda Jury Ekumenicznego
- Nagroda Międzynarodowej Federacji Krytyki Filmowej (FIPRESCI)
- Wielka Nagroda Jury